# Droid
Droid es una familia tipográfica creada por Steve Matteson de la compañía Ascender para ser utilizado en el sistema operativo Android y concebida para el uso en pantallas pequeñas y dispositivos móviles. La misma, se encuentra patentada bajo la licencia Apache por la OHA. Su nombre fue otorgado por la misma OHA debido al nombre de Android.

## Tipografías
La familia tipográfica está compuesta por Droid Sans, Droid Sans Mono y Droid Serif.
- Droid Sans tiene dos estilos: regular y negrita. El primer estilo es compatible con las codificaciones de caracteres GB2312, Big 5, JIS 0208 y KSC 5601 de los idiomas chino simplificado, japonés y coreano (respectivamente).
- Droid Sans Mono dispone los estilos regular y negrita. Su diseño está inspirado en el de Andalé Mono.
- Droid Serif dispone de los estilos regular, negrita, bastardilla y bastardilla negrita. Su diseño está inspirado en el de Georgia.

## Droid Pro
El 12 de febrero de 2009 la compañía Ascender anunciaba la familia Droid Pro, la cual está disponible en los formatos OpenType y TrueType. La misma consiste en Droid Sans Pro, Droid Sans Pro Condensed, Droid Sans Pro Mono (todas regular y negrita), Droid Serif Pro (regular, negrita, bastardilla y bastardilla Negrita) y Droid Sans Fallback la cual es compatible con los idiomas chino simplificado, japonés y coreano. Las primeras versiones solo incluían Droid Sans Pro y Droid Serif Pro. La versión OpenType incluye figuras de estilo antiguo.

## Ejemplos

Droid Serif
Droid Sans
Droid Sans Mono